# Szabó István (jezsuita szerzetes)
Szabó István (Eger, 1695. július 28. – Nagyszombat, 1753. március 3.) bölcseleti doktor, Jézus-társasági áldozópap és tanár.

## Élete
1714. december 4-én lépett a rendbe. Miután Kolozsvárt a költészeti és retorikai osztályt végezte, a bölcseletet Kassán négy évig tanította, több évig magyar hitszónok volt. 1724-ben Nagyszombatban szentelték pappá, később a helyi rendház növendékeinek igazgatója volt. 1727–28-ban Komáromban működött mint prédikátor, majd 1729. február 2-án Kassán letette az utolsó fogadalmát, ugyanitt 1732-ig volt filozófia professzor és hitszónok. 1733-tól 1735-ig Kolozsvárott a filozófia dékánja és hitszónok, majd 1736-tól 1742-ig szentegyházi hitszónok Nagyszombatban, homiletika professzor és két évig régens. 1742-től rektor volt Sopronban, később 1746-tól Pécsett, 1750-től pedig a nagyszombati Szent Adalbert szeminárium kormányzója volt.

## Munkái
- Arbusculi majales ad Castalios Parnassi Claudiopolitani fontes ab incolis ejusdem Musis praefixae. Claudiopoli, 1720
- Academicarum fulminalium stemma. Uo. 1821
- Vindiciae Mariani Conceptus. Uo. 1723
- Koronában foglalt, halat kezeiben tartó feien keresztel jedzett s egyéb szép ábrázoló jelekkel ékes angyal. Az az T. Merzse Szinyei Erzsébet asszony T. Revisnyei Reviczki János... néh. kedves házastársa, említett ritka ns. czímerén ábrázolt jóságos cselekedeteinek igaz magyarázattya. Mellyet azon uri Asszonyság hideg tetemei el takarításának szomorú alkalmatosságával 1730. eszt. élő nyelvel végben vitt. Kassa (1731)
- Cassovia vetus et nova. Tyrnaviae, 1732
- Concio in Translatione Thaumaturgae Virginis Tyrnavianae ad Sacrarium erectum ab Emerico Eszterházy, Archiepisc. Strigon. Uo. 1742
- Mária Terézia Magyar és Cseh-országnak felséges koronás királyné aszszonya erős aszszony állat, kinek erőségét, midőn a pajorokon vett ditsőséges győzedelmeért, és Cseh-országban lett szerencsés megkoronáztatásáért... Sopron vármegye... 1743. eszt. Sz. Jakab havának 16. napján... Istennek háláadó ditsiretet mondott élő nyelvel hirdette. Sopron
- Prédikátziók, mellyeket egy bőjti vasárnapokon az Isten igéjéről, és három bőjti péntek napokon a Krisztus Jézus szenvedéséről és haláláról valaha élő nyelvel, Isten igéjének hallásától távul esett lelkeknek, Krisztus szenvedésén, és halálán szánakodó ajtatos híveknek vigasztalásokra, és üdvösséges hasznokra... világosságra bocsátott. Uo. 1744
- Halotti prédikátzio. Mellyt néhai... Szent Györgyi Horvát Erzsébet asszonynak, mélt. és tek. Festetics József... hites társa utolsó halotti tisztessége meg adásának alkalmatosságával élő nyelvel mondott. Uo. 1744
- Egyházi beszéd I. Ferencz német császárrá történt megválasztása dicsőitésére. Uo. 1745
- Három esztendőre-való vasárnapi prédikátziók, mellyeket valaha élő nyelvel mondott, most pedig Istennek nagyobb dütsőségére, a romai anyaszentegyháznak gyarapodására, a magyar lelki pásztoroknak valamennyi segítségekre, a keresztény híveknek üdvösséges hasznokra... világosságra botsátott. Nagyszombat, 1746. Három kötet, rézmetszettel
- A dücsőséges Szent István király neve alatt felállított társasághoz rövid beszéd. Mondatott: Midőn ns. Poson városában a Szent Márton templomában 1750. eszt. első gyülekezetét tartotta. Uo. 1751

## Külső hivatkozások
Szabó István. In: Jezsuita névtár